# Megachile innupta
Megachile innupta là một loài Hymenoptera trong họ Megachilidae. Loài này được Cockerell mô tả khoa học năm 1915.